# 附路
仙后座ζ，又名BD+53 105，HD 3360、SAO 21566、HR 153，是仙后座的一颗恒星，视星等为3.66，位于銀經120.78，銀緯-8.91，其B1900.0坐标为赤經0h 31m 23.7s，赤緯+53° -8.91′ 48″。